# تپه قلعه گردن رودبارک
تپه قلعه گردن رودبارک در شهرستان مهدیشهر، روستای رودبارک واقع شده و این اثر در تاریخ ۵ آذر ۱۳۸۰ با شمارهٔ ثبت ۴۴۳۷ به‌عنوان یکی از آثار ملی ایران به ثبت رسیده است.